# Erdstrahlen
Als Erdstrahlung oder Erdstrahlen werden in der esoterischen Radiästhesie Phänomene bezeichnet, die angeblich Auswirkungen auf die Gesundheit haben sollen. Eine manchmal ebenfalls als Erdstrahlung bezeichnete naturwissenschaftlich nachgewiesene terrestrische Strahlung hat mit den postulierten Erdstrahlen nichts zu tun.

## Ansichten
In der Vorstellung der Radiästheten wird die Erdstrahlung durch Wasseradern, Verwerfungen sowie verschiedene Gitternetze (Benkergitter, Currygitter, Hartmanngitter) ausgelöst, die eine nicht näher definierte vertikal gerichtete Strahlung verursachen sollen, welche mittels Wünschelruten oder Pendeln nachweisbar sei. Diese Strahlen sollen verschiedenste negative Auswirkungen auf die menschliche Gesundheit haben; so sollen sie Krankheiten, unterschiedlichste negative Verhaltensweisen oder erschwerte Wundheilung verursachen können. So wird postuliert, ein Schlafplatz über einer Wasserader solle sich besonders kritisch auf die menschliche Gesundheit und Psyche auswirken, wofür einzelne Menschen unterschiedlich sensibel seien.
Als Schutz gegen diese naturwissenschaftlich nicht nachweisbaren Strahlen werden unterschiedlichste Geräte und Schutzamulette angeboten, von denen jedoch noch keines eine wie auch immer geartete Wirksamkeit im wissenschaftlichen Sinne nachweisen konnte. Als Einheit für die Stärke der durch die Strahlung beeinflussten Lebensenergie wird die wissenschaftlich nicht anerkannte Einheit Bovis verwendet. Die nach der Radiästhesie durch Erdstrahlen ausgelösten Wirkungen werden von Naturwissenschaftlern durch Placebo- und Nocebo-Effekte erklärt. Gegen Erdstrahlen wurden vor allem in den 1970er-Jahren „Erdstrahlungsentstörgeräte“ verkauft; solche Gerätschaften wurden aber auch schon Anfang der 1950er Jahre angeboten. In der Funkschau, Heft 20 von 1952 ist zu lesen:
Das was die „Erdstrahlenforscher“, die meist von ihrem Handwerk gut leben, heute tun, stellt ein beispielloses Attentat auf die Vernunft dar, und man muss sich wundern, dass dies im 20. Jahrhundert überhaupt möglich ist. – Dr. Volker Fritsch
Erdstrahlen-Abschirmgeräte werden noch im 21. Jahrhundert, beispielsweise über das Internet, angeboten.

## Beurteilung
Es gibt weder für die Existenz der Strahlung selbst noch für ihre Auswirkungen wissenschaftlich anerkannte Belege. Wasseradern als mögliche Ursache können für die meisten Regionen ausgeschlossen werden, weil das Grundwasser meist flächig vorkommt und nicht in unterirdischen „Adern“ fließt. Die Ausschläge einer Wünschelrute, durch die die Strahlenquellen gefunden werden sollen, können schon seit dem 19. Jahrhundert durch unwillkürliche Muskelzuckungen des Rutengängers (Carpenter-Effekt) erklärt werden.
Spekulativ kann man die Existenz bislang unbekannter physikalischer Faktoren zwar nie ganz ausschließen, jedoch sind die postulierten Erdstrahlen nach dem aktuellen Forschungsstand der Naturwissenschaften schlicht nicht existent. Insbesondere sind alle dazu aufgestellten Theorien als Pseudowissenschaft zu werten. Bei den behaupteten Auswirkungen der Erdstrahlung gehen viele Wissenschaftler von zwei Ursachen aus: Zum einen spiele der Placebo-Effekt eine Rolle, zum anderen würden die Anhänger der Erdstrahlenlehre eine (statistisch nachgewiesene) gesündere Lebensweise pflegen, was zu positiven Effekten führen könne.
In Norwegen wurde 2005 eine Studie mit 80 Patienten (67 Frauen und 13 Männer) veröffentlicht, die über chronische Beschwerden der Skelettmuskulatur klagten. Die Studie wurde als randomisierte Doppel-Blindstudie durchgeführt. Die Hälfte der Patienten bekam ein Gerät, das nach Herstellerangaben Erdstrahlen von den Patienten abhalten soll, die für die Erkrankungen verantwortlich seien. Die andere Patientengruppe bekam ein Placebo-Gerät. Die Studie erstreckte sich über einen Zeitraum von sechs Monaten. Die Patienten wurden mittels Fragebogen über subjektive Gesundheitsbeschwerden (Subjective Health Complaints, SHC) befragt. Dabei wurden auch Allergien, pseudo-neurologische und gastrointestinale Erkrankungen erfasst. Es konnte eine signifikante, nach etwa sechs Wochen eintretende Abnahme der subjektiven Gesundheitsbeschwerden beobachtet werden (28 bis 45 Prozent, P < 0,05–0,001). Allerdings gab es keinen signifikanten Unterschied zwischen der Gruppe mit Placebo- und „echten“ Geräten.
Die Direktorenkonferenz der Geologischen Landesämter der Bundesrepublik Deutschland veröffentlichte am 23. März 1950 einen Beschluss, nach dem „die Geologen fast aller Kulturstaaten der Welt den Zusammenhang zwischen Rutenausschlag und Strahlen für unwahrscheinlich halten“.